# Cepelin (šport)
Cepelin v rokometnem žargonu pomeni vrsto napada. Velikokrat je cepelin tudi glavna akcija nekaterih ekip oz. reprezentanc. 
Izvede se tako, da prvi igralec skoči proti golu in ukane golmana. Med tem v zraku poda žogo drugemu igralcu. Ta skoči, ulovi žogo in v zraku tudi strelja. To je težko izvedljivo, zato mora biti ekipa dobro pripravljena.